# بورگو ورچلی
بورگو ورچلی (به ایتالیایی: Borgo Vercelli) یک کومونه در ایتالیا است که در استان ورسلی واقع شده‌است.

## خصوصیات
بورگو ورچلی ۱۹٫۴ کیلومترمربع مساحت و ۲٬۲۴۵ نفر جمعیت دارد و ۱۲۶ متر بالاتر از سطح دریا واقع شده‌است.